# 山下PMC
株式会社山下PMC（やましたピーエムシー）は、日本にあるプロジェクトマネジメント（PM）/コンストラクション・マネジメント（CM）に特化したコンサルティング会社。
2024年5月7日より聖路加タワーから日本橋一丁目三井ビルディング(COREDO日本橋)へ本社を移転。

## 概要
株式会社山下設計のPM/CM部門が独立して創業。本社は東京都中央区。
施設を起点とした経営課題に対するソリューションを提供する「施設の参謀」。製薬会社の研究開発施設、通信会社のデータセンター、生産施設から、ホテルや商業施設、まちづくりにつながる複合開発まで、建設プロジェクトを対象としたPM／CM／発注者支援や、保有施設群を対象としたPRE／CRE戦略マネジメント等を行っている。
2018年4月に社名を山下ピー・エム・コンサルタンツから、山下PMCに変更。

## 沿革
- 1997年12月 - 株式会社山下ピー・エム・コンサルタンツ創立[3]。
- 2010年 7月 - 東京都中央区に本社を移転。
- 2018年 4月 - 社名を山下PMCに変更[2]。
- 2024年 5月 - 東京都中央区明石町から東京都中央区日本橋に本社を移転。

## 主要プロジェクト
- 武田薬品工業　湘南研究所
- 朝日新聞社　中之島フェスティバルタワー
- ソフトバンクモバイル新ネットワークセンター
- 矢崎総業／矢崎部品　ものづくりセンター
- 医療法人社団恵生会　上白根病院
- 日立マクセル本社ビル
- ジョンソンコントロールズ　鳥浜テクニカルセンター
- ホテルメッツ新潟
- JR中央ラインモール　nonowa
- 澁澤倉庫神戸支店　港島物流施設
- MOA美術館 リニューアル
- 秋田放送 新社屋
- 横浜市役所 新庁舎
- エスコンフィールドHOKKAIDO
北海道日本ハムファイターズ本拠地